# دانشگاه آلبورگ
دانشگاه آلبورگ یک دانشگاه در دانمارک با پردیس‌هایی در آلبورگ، اسبیرگ و کپنهاگ است. دانشگاه آلبورگ خود را از دانشگاه‌های قدیمی و سنتی دانمارک با تمرکز بر مطالعات بین رشته‌ای، مطالعات بین دانشکده‌ها و پروژه‌های واقعی زندگی مرتبط با تحصیلات و تحقیقات که در سطح بین‌المللی به عنوان مدل آلبورگ شناخته شده‌است، متمایز می‌کند.. در فوریه ۲۰۰۷، مرکز یادگیری مسئله محور (UCPBL) دانشگاه آلبورگ را به رسمیت شناخت، که متعاقباً منجر به انتصاب این دانشگاه به عنوان رئیس یونسکو در یادگیری مبتنی بر مسئله شد.

## رتبه‌بندی
در رتبه‌بندی دانشگاه‌های جهان QS در سال ۲۰۲۰ دانشگاه آلبورگ در رده ۳۲۴ دنیا و چهارم دانمارک قرار گرفته‌است.همچنین در رتبه‌بندی مؤسسه تایمز در سال ۲۰۲۰ این دانشگاه رتبه ۲۵۰–۲۰۱ را در بین دانشگاه‌های جهان از آن خود کرده‌است.

## دانشکده‌ها
دانشگاه آلبورگ دارای ۵ دانشکده می‌باشد که شامل:
- دانشکده علوم انسانی
- دانشکده علوم اجتماعی
- دانشکده مهندسی
- دانشکده پزشکی
- دانشکده فناوری اطلاعات